# Keena Rothhammer
Keena Rothhammer (Little Rock, Estados Unidos, 26 de febrero de 1957) es una nadadora estadounidense retirada especializada en pruebas de larga distancia estilo libre, donde consiguió ser campeona olímpica en 1972 en los 800 metros.

## Carrera deportiva
En los Juegos Olímpicos de Múnich 1972 ganó la medalla de oro en los 800 metros libre, con un tiempo de 8:53.68 segundos que fue récord del mundo, y el bronce en los 200 metros estilo libre, tras la australiana Shane Gould  y su compatriota estadounidense Shirley Babashoff.
Y en el Campeonato Mundial de Natación de 1973 celebrado en Belgrado ganó oro en 200 metros libre, y plata en 400 metros libre.